# Malgassesia biedermanni
Malgassesia biedermanni là một loài bướm đêm thuộc họ Sesiidae. Loài này có ở châu Phi.